# Iglesia de San Valentín (Las Cabañas)

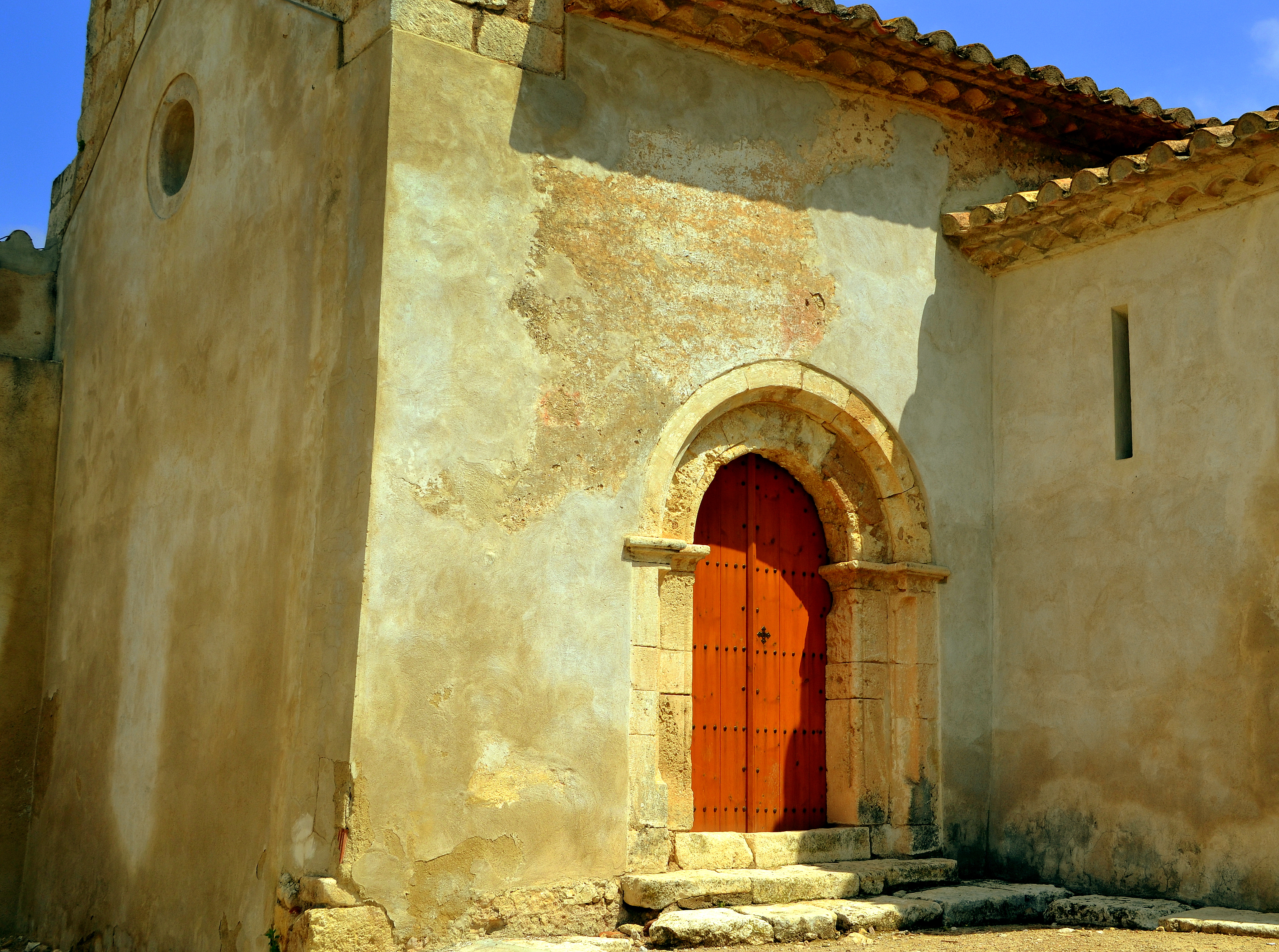
Entrada principal

La iglesia de San Valentín (en catalán: església de Sant Valentí) es un templo situado en el municipio de Las Cabanyas, en la comarca del Alto Panadés, en la provincia de Barcelona, Cataluña, España.

## El pueblo de Las Cabanyas
El pueblo de Las Cabanyas se encuentra situado en el municipio del mismo nombre, en la comarca catalana del Alto Panadés. El término municipal es reducido, de 1,15 km2, contando con una población de 947 habitantes el 2012. La actividad económica es eminentemente agrícola, con predominio de la viña, con algo de cereal. Su hijo más ilustre es el Dr. Josep Torres i Bages (Las Cabanyas, 1846 – Vic, 1916), que fuera obispo de Vic (1899 – 1916) y máximo exponente en su tiempo del nacionalismo catalán, conservador y católico.

## El lugar en época antigua
En el lugar ocupado actualmente por la iglesia es probable existiera un asentamiento ibérico. Lo seguro es que desde el siglo I a.c. existió en el lugar una villa romana. Su ocupación duraría hasta el bajo imperio o la época visigótica. Hemos de tener en cuenta la proximidad a la Vía Augusta, lo que facilitaría la existencia de una explotación agrícola. Bajo la sacristía de la actual iglesia se encontraron restos de un mosaico romano, que podría haber pertenecido a la zona de los baños. También se han encontrado diversos restos cerámicos pertenecientes a ese periodo. 

## El establecimiento de la Orden de San Juan de Jerusalén y orígenes del templo
La iglesia de San Valentín se encuentra situada a las afueras del pueblo. Su origen cabe situarlo en el asentamiento en la zona del Panadés de la orden hospitalaria de San Juan de Jerusalén. Constituyó el centro de la Encomienda hasta su traslado a Villafranca del Panadés. No se conoce el momento exacto de la llegada de la orden a la población, pero se cree fue alrededor del año 1135. Ya desde los primeros años, el orden fue acumulando un considerable patrimonio a través de ventas y donaciones. Su establecimiento cerca de la frontera con los musulmanes permitía consolidar la población del territorio.
Sabemos que existía una iglesia anterior dedicada a San Valentín, pero desconocemos su ubicación, así como los motivos que llevaron a reemplazarla por la construir la actual. Las excavaciones arqueológicas han demostrado que el actual edificio al siglo XIII, quizás al tercer cuarto, cronología coincidente con las pinturas murales que ornamentaban la parte occidental del templo.
El orden Hospitalario tuvo su sede en Las Cabanyas hasta el 1306, momento en que se trasladó a la vecina Villafranca del Panadés, ciudad que había ido adquiriendo creciente importancia, con su mercado que aún se celebra semanalmente. La construcción del nuevo templo y el convento anexo duró del 1307 al 1309, en la actual plaza de San Juan. Allí se conserva la capilla, pero el convento fue derruido el 1845, a raíz de la desamortización, ocupando su lugar una bella plaza porticada. Tras el traslado, el templo restó como parroquia del pueblo de Las Cabanyas, pero dependiendo de la Comanda de San Juan de Jerusalén, y siendo servida por un fraile con residencia en el lugar. 

## Descripción del templo
Pasemos a la descripción del templo. En su origen era un edificio de una única nave y ábside de planta semicircular con transepto de brazos rectangulares, aunque no muy simétricos. La nave se cubre con una bóveda de cañón ligeramente apuntada. En la parte sur se encuentra la puerta con una arquivolta que arranca de unas pequeñas impostas. En las excavaciones no se han encontrado restos de un templo anterior, lo cual nos indica que estaría ubicado en otro lugar. Esta planta básica perduró durante la Edad Media y buena parte de la Edad Moderna. La primera modificación substancial la encontramos el 1614, cuando se levantó una capilla contigua al brazo norte del transepto, dedicada a la Virgen del Rosario. Enfrente se construyó poco después una capilla dedicada a San Isidro. También sabemos que en el brazo norte había otra capilla dedicada a San Sebastián y en el brazo sur otra dedicada a Santa Lucía. En el altar mayor se encontraba un altar dedicado a San Valentín.

## El templo en época moderna y contemporánea
En esa época el servicio religioso se seguía prestando por parte de la orden del Hospital, mientras que del mantenimiento del templo se ocupaban los parroquianos, que administraban el altar mayor y las cuatro capillas. La población del pueblo de Las Cabanyas era reducida, aunque pasó de 35 personas el 1740 a 60 el 1770. El 1773 la iglesia fue objeto de una reforma importante. Se renovaron los cimientos, se consolidaron las paredes, se repasó el techo y se arregló la bóveda de la iglesia. El 1798 se construyó un nuevo archivo para guardar papeles y libros y la casa contigua se habilitó como rectoría. El 1851 se extinguió la orden de San Juan de Jerusalén y sus bienes pasaron al Estado. El 1886 se vio que la iglesia no podía contener ni la mitad de la feligresía, se contaba entonces con 500 habitantes, de los cuales dos terceras partes acudían a la iglesia. Al tiempo el edificio se había ido deteriorando. Por ello se decidió construir un nuevo templo parroquial que por iniciativa del obispo de Vic e hijo de la población, Josep Torres i Bages, se construyó al lado del Mas Gomà, donde había nacido. La iglesia de San Valentín fue abandonada y desafectada del culto. Durante la guerra civil sufrió una serie de desperfectos y pasó a ser almacén y establo. El año 1970 se inició una campaña de limpieza, y el año 1973 se descubrieron las pinturas murales. El 1989 se realizó una intensa campaña de excavación arqueológica, y en la actualidad se sigue trabajando en tareas de restauración y consolidación.

## La pinturas murales góticas
En las paredes de la iglesia de San Valentín de Las Cabanyas se encontraron restos dispersos de pinturas murales, que debemos situar estilísticamente en el gótico inicial. Las pinturas se hallan dispersas por las paredes y en un estado de conservación deficiente, pero se pueden distinguir dos programas iconográficos. En el muro de poniente observamos diversas escenas de torturas: el árbol ígneo, la rueda, el fuego y la caldera. Podría tratarse tanto del infierno como del purgatorio. Podemos deducir que se trata del purgatorio por la figura que observamos salir, un alma que ha conseguido librarse de sus penas. En el muro norte tenemos un programa hagiogràfico con un conjunto de santos. Encontramos a San Cristóbal ayudando a Cristo a pasar el río. Su presencia podría ser una aviso ante la muerte súbita que puede llegar sin confesión y obligar al alma a sufrir las penas del purgatorio. Al lado podemos distinguir un santo con un cuervo, podría tratarse se San Antonio Abad o de San Francisco de Asís. También tenemos a San Martín de Tours partiendo su capa con un pobre.